# Хаваји (архипелаг)
Хавајска острва (хав. Mokupuni o Hawai‘i) чине архипелаг од осам главних острва, неколико атола и великог броја мањих хридова у северном Пацифику. Острва се протежу око 2400 километара, од Великог острва на југу до атола Куре на северу.
Раније је ова група острва међу Европљанима и Американцима била позната под називом Сендвичка острва. То име је доделио морепловац Џејмс Кук у част тадашњег првог лорда Адмиралитета Џона Монтагуа, четвртог грофа од Сендвича. Данашњи назив датира из 1840. и потиче од имена највећег острва — Хавајског острва.
Група острва, иако политички гледано представља део САД, географски не припада Северној Америци, као ни било ком другом континенту. Држава Хаваји заузима скоро читав архипелаг, с изузетком острва Мидвеј (који такође припада Сједињеним Државама).
Хавајска острва су око три хиљаде километара удаљена од најбижег континента — Северне Америке.

## Острва
Капетан Џејмс Кук открио је острва 18. јануара 1778. Назвао их је „Сендвичка острва” у спомен на Џона Монтагуа, четвртог грофа од Сендвича, који је био Куков покровитељ. Ово име је коришћено све до 1840-их, када се локалном називу „Хаваји” почела давати предност.
Укупна површина Хавајских острва износи 16.636,5 km². Изузев атола Мидвеј, острва административно припадају Хавајима — педесетој држави САД.

### Главна острва
Осам главних острва Хаваја (који се такође називају и Хавајска острва приветрине) предсављено је у доњој табели. Сва острва, осим Кахоолава, јесу насељена.
| Острво    | Површина   | Популација (2010) | Густина насељености | Највиша тачка | Надморска висина | Старост (Ma) | Положај                                      |
| --------- | ---------- | ----------------- | ------------------- | ------------- | ---------------- | ------------ | -------------------------------------------- |
| Хаваји    | 10.432 km² | 185.079           | 17,7407 стан/km²    | Мауна Кеа     | 4205 m           | 0,4          | 19° 34′ N 155° 30′ W / 19.567° С; 155.500° З |
| Мауи      | 1883 km²   | 144.444           | 76,69 стан/km²      | Халеакала     | 3055 m           | 1,3—0,8      | 20° 48′ N 156° 20′ W / 20.800° С; 156.333° З |
| Оаху      | 1545 km²   | 953.207           | 616,78 стан/km²     | Кала          | 1220 m           | 3,7—2,6      | 21° 28′ N 157° 59′ W / 21.467° С; 157.983° З |
| Кауај     | 1430 km²   | 66.921            | 46,78 стан/km²      | Каваикини     | 1598 m           | 5,1          | 22° 05′ N 159° 30′ W / 22.083° С; 159.500° З |
| Молокај   | 673,4 km²  | 7.345             | 10,91 стан/km²      | Камакоу       | 1512 m           | 1,9—1,8      | 21° 08′ N 157° 02′ W / 21.133° С; 157.033° З |
| Ланај     | 363,9 km²  | 3.135             | 8,62 стан/km²       | Ланаихале     | 1026 m           | 1,3          | 20° 50′ N 156° 56′ W / 20.833° С; 156.933° З |
| Ниихау    | 180 km²    | 170               | 0,94 стан/km²       | Паниау        | 381 m            | 4,9          | 21° 54′ N 160° 10′ W / 21.900° С; 160.167° З |
| Кахоолаве | 115,5 km²  | 0                 | 0 стан/km²          | Пуу Моаулануи | 452 m            | 1            | 20° 33′ N 156° 36′ W / 20.550° С; 156.600° З |

### Мања острва, атоли, гребени, хридови
Сва острва која се налазе западно од Ниихауа су ненасељена. Мања острва, атоли и гребени која чине Северозападна хавајска острва (која се такође називају и Хавајска острва заветрине) јесу:
- Нихоа
- Некер
- Френч Фригат Шоулс
- Гарднер Пинаклс
- Маро Риф
- Лајсан
- Лисјански
- Перл и Хермес
- Мидвеј
- Куре

Укључујући и мања острва, држава Хаваји броји укупно 137 острва.

## Геологија
Овај ланац острва, или архипелаг, развио се како се Пацифичка плоча полако померала ка северозападу преко жаришта у Земљином омотачу брзином од приближно 32 mi (51 km) на милион година. Стога је југоисточно острво вулкански активно, док су острва на северозападном крају архипелага старија и типично мања, због дуже изложености ерозији. Старост архипелага је процењена коришћењем метода датирања калијум-аргона. Из ове студије и других, процењује се да је најсеверозападније острво, атол Куре, најстарије са отприлике 28 милиона година (Ма); док је најјугоисточније острво, Хаваји, око 0,4 Ма (400.000 година) старо. Једини активни вулканизам у последњих 200 година био је на југоисточном острву, Хавајима, и на потопљеном, али растућем вулкану на крајњем југоистоку, Камажехуаканалоа (раније Лоʻихи). Хавајска вулканска опсерваторија агенције USGS документује недавну вулканску активност и пружа слике и тумачења вулканизма. Килауеа је еруптирала скоро непрекидно од 1983. када је престала августа 2018.
Хавајско острво (Велико острво) је највеће и најмлађе острво у ланцу, изграђено од пет вулкана. Мауна Лоа, који заузима више од половине Великог острва, највећи је штитни вулкан на Земљи. Мерење од нивоа мора до врха је више од 2,5 mi (4 km), од нивоа мора до морског дна око 3,1 mi (5 km).

### Земљотреси
Хавајска острва имају много земљотреса, углавном узрокованих вулканском активношћу. Већину раног праћења земљотреса обавили су у Хилу мисионари Титус Коан, Сара Џ. Лајман и њена породица. Између 1833. и 1896. године пријављено је отприлике 4 или 5 земљотреса годишње.
Хаваји су чинили 7,3% пријављених земљотреса у Сједињеним Државама магнитуде 3,5 или више од 1974. до 2003. године, са укупно 1533 земљотреса. Хаваји су рангирани као трећа држава по броју земљотреса у овом временском периоду, после Аљаске и Калифорније.
Дана 15. октобра 2006, догодио се земљотрес јачине 6,7 степени Рихтерове скале код северозападне обале острва Хаваји, у близини области Кона на великом острву. Након првог земљотреса отприлике пет минута касније уследио је накнадни потрес јачине 5,7 степени. На већем делу Великог острва пријављена је мања до умерена штета. Неколико главних путева постало је непроходно због одрона камења, а ефекти су се осетили далеко, чак и до Хонолулуа, Оахуа, скоро 150 mi (240 km) од епицентра. Нестанак струје трајао је од неколико сати до неколико дана. Пукло је неколико водовода. Нема података о смртним случајевима или повредама опасним по живот.

### Цунамији
Хавајска острва су подложна цунамију, великим таласима који ударају о обалу. Цунамије најчешће изазивају земљотреси негде у Пацифику. Таласи произведени земљотресима путују брзином од 600–800 km/h и могу да утичу на приобалне регионе удаљене хиљадама миља (километара).
Цунами као резултат земљотреса у Јапану погодио је острва 11. марта 2011. Био је релативно мали, али су локални званичници наредили евакуацију у припреми за могући велики догађај. Цунами је проузроковао штету од око 30,1 милиона долара.